# Bussu
Bussu est une commune française située dans le département de la Somme en région Hauts-de-France.

## Géographie

### Description

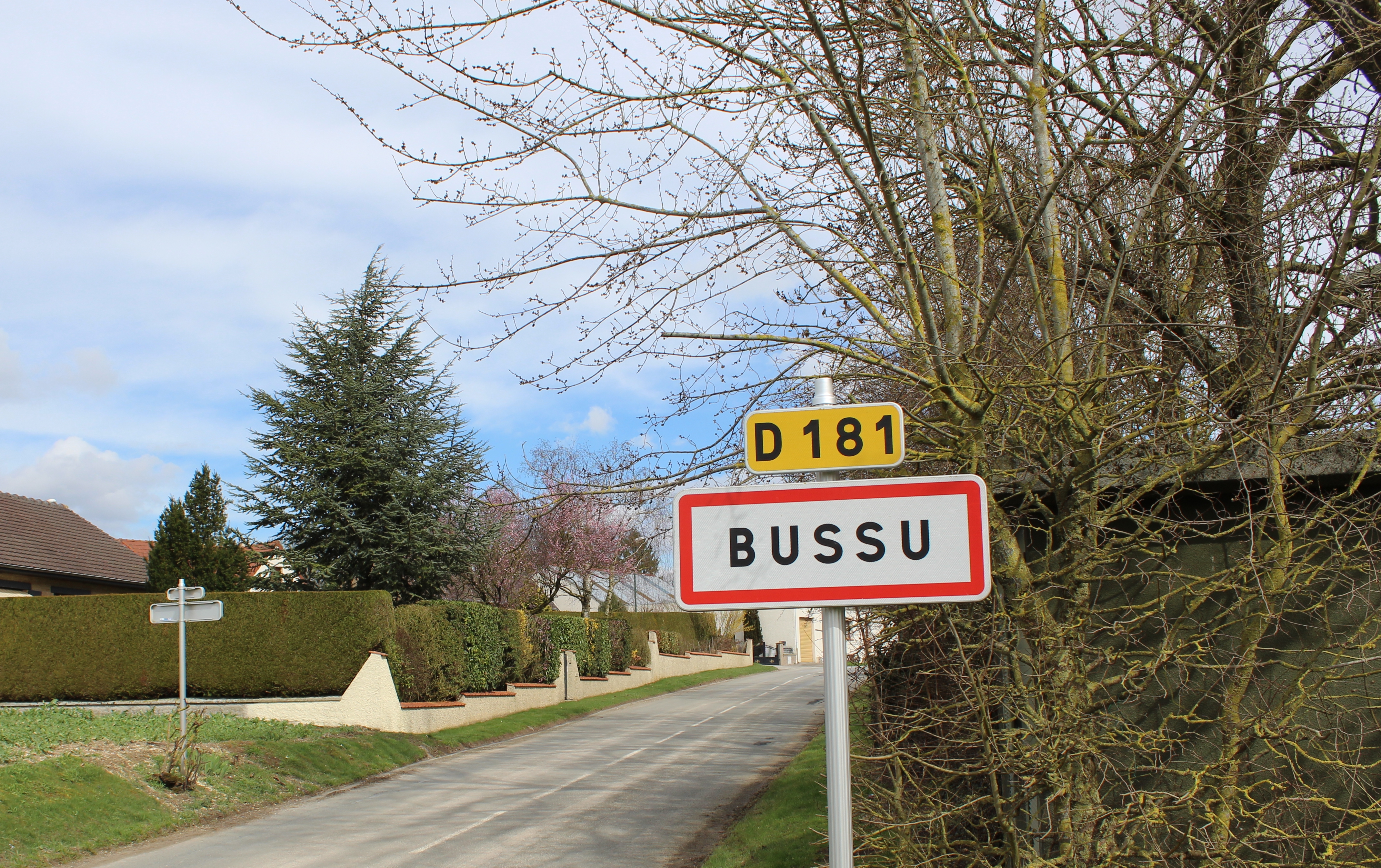
Entrée de la commune

Bussu est située sur la route départementale D 181, à environ 32 km au nord-ouest de Saint-Quentin et à 4 km au nord-est de Péronne.
En 1899, le village ne comporte pas de hameau mais deux maisons qui ne sont pas toujours habitées aux lieux-dits la Carrière et Mon Idée.

### Hydrographie
La commune est située dans le bassin Artois-Picardie. Elle n'est drainée par aucun cours d'eau.

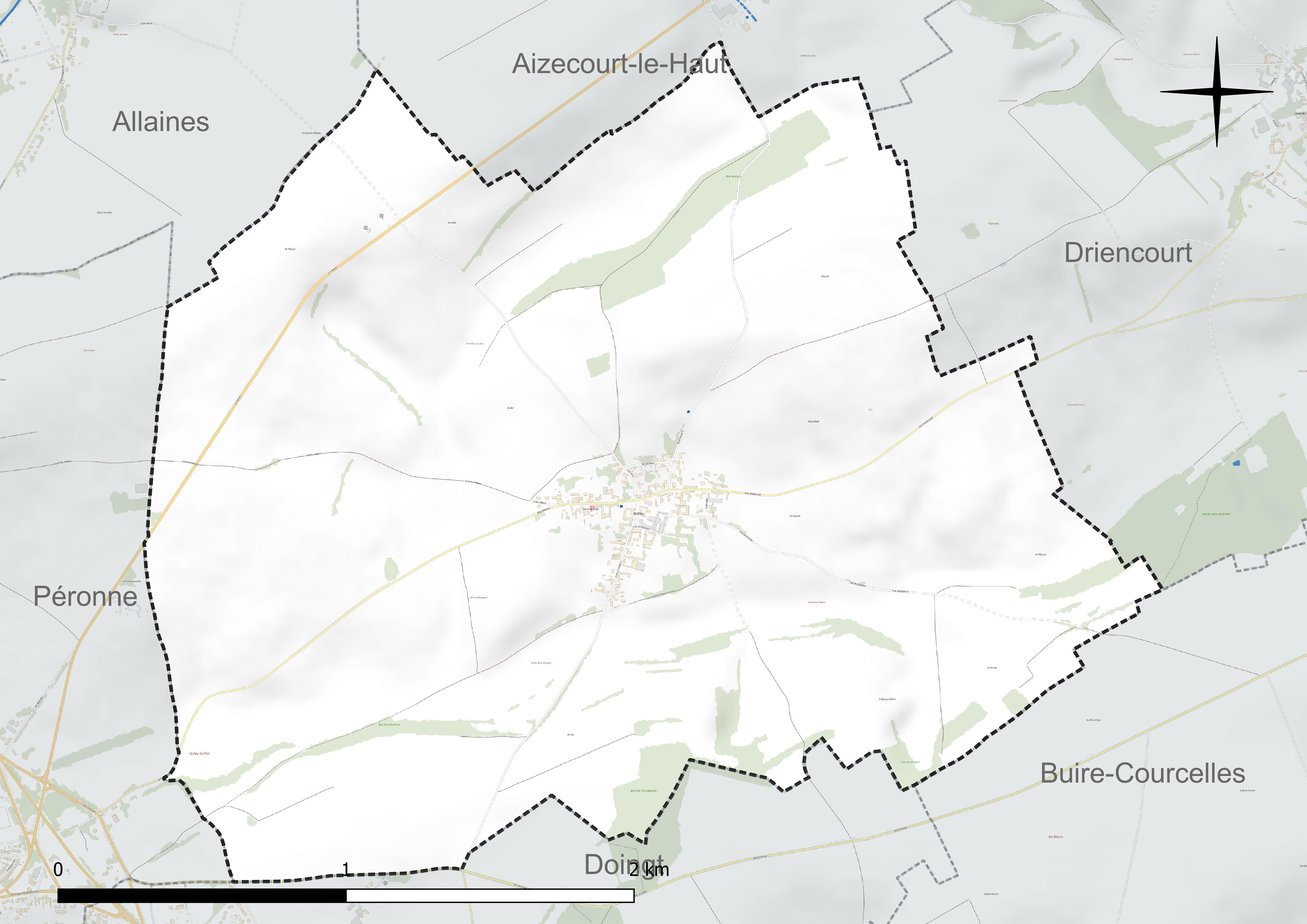
Réseau hydrographique de Bussu.

### Climat
Pour des articles plus généraux, voir Climat des Hauts-de-France et Climat de la Somme.
En 2010, le climat de la commune est de type climat océanique dégradé des plaines du Centre et du Nord, selon une étude du CNRS s'appuyant sur une série de données couvrant la période 1971-2000. En 2020, Météo-France publie une typologie des climats de la France métropolitaine dans laquelle la commune est exposée à un climat océanique et est dans la région climatique Nord-est du bassin Parisien, caractérisée par un ensoleillement médiocre, une pluviométrie moyenne régulièrement répartie au cours de l'année et un hiver froid (3 °C).
Pour la période 1971-2000, la température annuelle moyenne est de 10,2 °C, avec une amplitude thermique annuelle de 14,8 °C. Le cumul annuel moyen de précipitations est de 725 mm, avec 11,5 jours de précipitations en janvier et 8,9 jours en juillet. Pour la période 1991-2020, la température moyenne annuelle observée sur la station météorologique la plus proche, située sur la commune d'Estrées-Mons à 8 km à vol d'oiseau, est de 11,0 °C et le cumul annuel moyen de précipitations est de 647,5 mm,. Pour l'avenir, les paramètres climatiques de la commune estimés pour 2050 selon différents scénarios d'émission de gaz à effet de serre sont consultables sur un site dédié publié par Météo-France en novembre 2022.

## Urbanisme

### Typologie
Au 1er janvier 2024, Bussu est catégorisée commune rurale à habitat dispersé, selon la nouvelle grille communale de densité à sept niveaux définie par l'Insee en 2022.
Elle est située hors unité urbaine. Par ailleurs la commune fait partie de l'aire d'attraction de Péronne, dont elle est une commune de la couronne,. Cette aire, qui regroupe 52 communes, est catégorisée dans les aires de moins de 50 000 habitants,.

### Occupation des sols
L'occupation des sols de la commune, telle qu'elle ressort de la base de données européenne d'occupation biophysique des sols Corine Land Cover (CLC), est marquée par l'importance des territoires agricoles (94,3 % en 2018), une proportion sensiblement équivalente à celle de 1990 (94,7 %). La répartition détaillée en 2018 est la suivante : 
terres arables (94,3 %), zones urbanisées (4,6 %), forêts (1,1 %). L'évolution de l'occupation des sols de la commune et de ses infrastructures peut être observée sur les différentes représentations cartographiques du territoire : la carte de Cassini (XVIIIe siècle), la carte d'état-major (1820-1866) et les cartes ou photos aériennes de l'IGN pour la période actuelle (1950 à aujourd'hui).

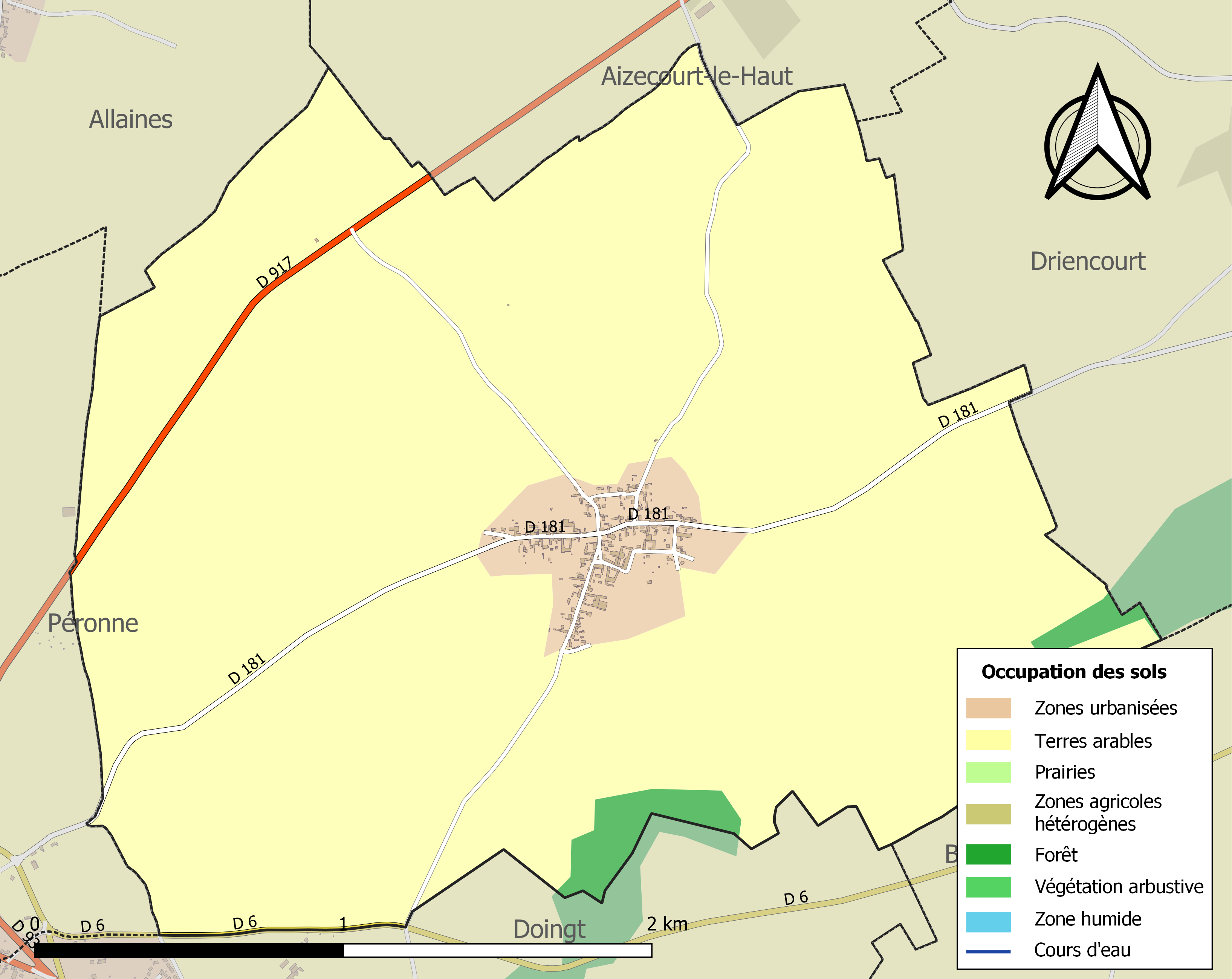
Carte des infrastructures et de l'occupation des sols de la commune en 2018 (CLC).

## Toponymie

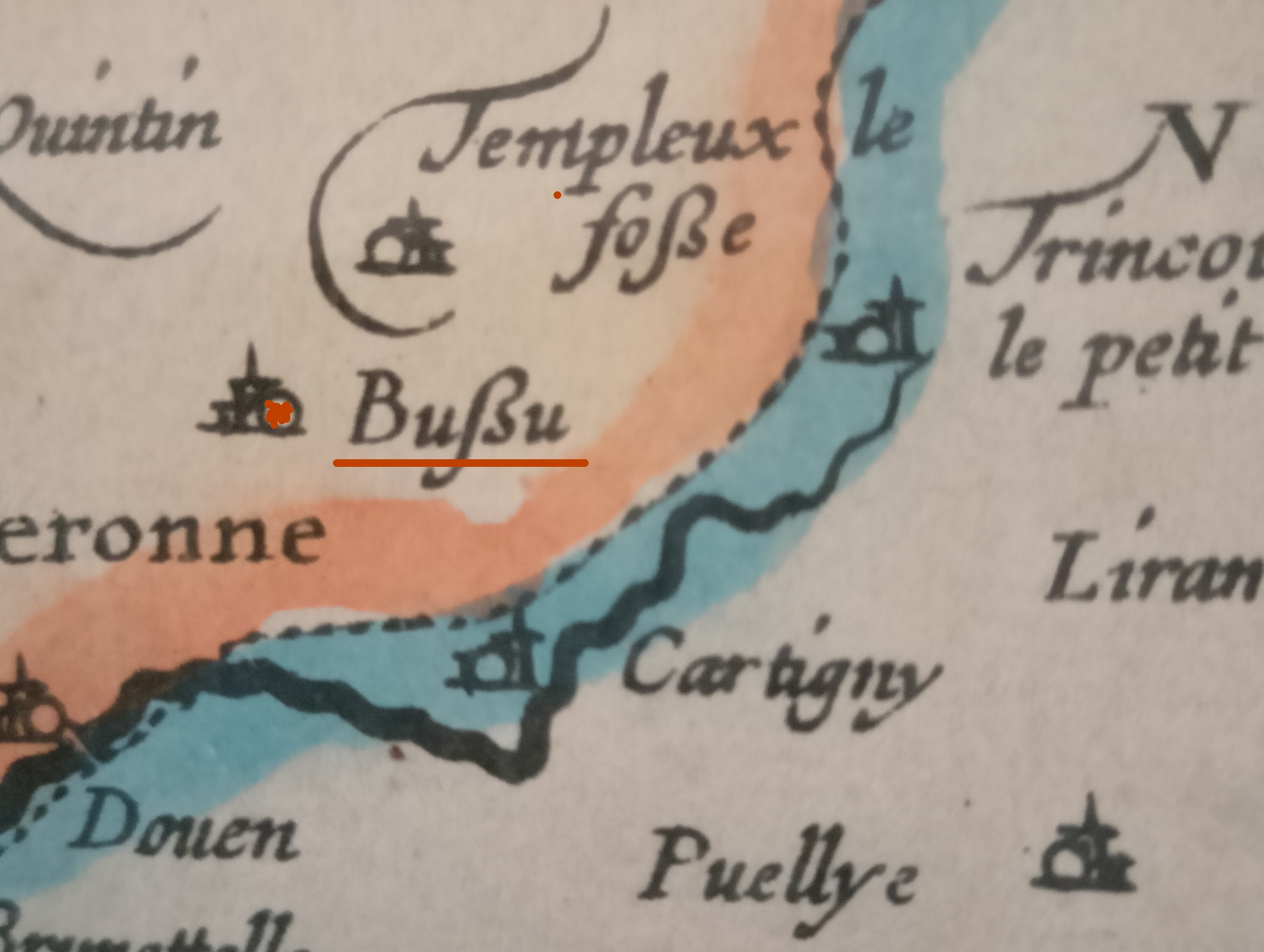
Carte de la Picardie de 1620 - Bussu.

Bussu ou Bussus s'est également appelée Buissu (1214) ou Buissiu (1236). On pense que le village étant autrefois couvert de bois, son nom pourrait venir de « buis » (buissium).

## Histoire
Il semblerait que le village date de la fin de la domination romaine.
Au Moyen Âge, un château-fort a été élevé. Il aurait communiqué, par des souterrains, avec l'église et le bois dit de Bussu.

## Politique et administration
| Période                                  | Période                   | Identité         | Étiquette | Qualité                        |
| ---------------------------------------- | ------------------------- | ---------------- | --------- | ------------------------------ |
| Les données manquantes sont à compléter. |                           |                  |           |                                |
| v1844                                    |                           | Taillefer        |           |                                |
| v1849                                    |                           | Alphonse Lefèvre |           |                                |
| avant 1988                               | ?                         | Gilles Cagnard   |           |                                |
| Les données manquantes sont à compléter. |                           |                  |           |                                |
| mars 2001                                | En cours (au 26 mai 2020) | Géry Compère     |           | Réélu pour le mandat 2020-2026 |

## Démographie
L'évolution du nombre d'habitants est connue à travers les recensements de la population effectués dans la commune depuis 1793. Pour les communes de moins de 10 000 habitants, une enquête de recensement portant sur toute la population est réalisée tous les cinq ans, les populations de référence des années intermédiaires étant quant à elles estimées par interpolation ou extrapolation. Pour la commune, le premier recensement exhaustif entrant dans le cadre du nouveau dispositif a été réalisé en 2004.

En 2022, la commune comptait 217 habitants, en évolution de +1,88 % par rapport à 2016 (Somme : −1,26 %, France hors Mayotte : +2,11 %).
| 1793 | 1800 | 1806 | 1821 | 1831 | 1836 | 1841 | 1846 | 1851 |
| ---- | ---- | ---- | ---- | ---- | ---- | ---- | ---- | ---- |
| 542  | 560  | 594  | 539  | 535  | 586  | 603  | 609  | 580  |

| 1856 | 1861 | 1866 | 1872 | 1876 | 1881 | 1886 | 1891 | 1896 |
| ---- | ---- | ---- | ---- | ---- | ---- | ---- | ---- | ---- |
| 539  | 516  | 489  | 508  | 510  | 451  | 421  | 415  | 389  |

| 1901 | 1906 | 1911 | 1921 | 1926 | 1931 | 1936 | 1946 | 1954 |
| ---- | ---- | ---- | ---- | ---- | ---- | ---- | ---- | ---- |
| 379  | 361  | 338  | 221  | 238  | 270  | 265  | 278  | 253  |

| 1962 | 1968 | 1975 | 1982 | 1990 | 1999 | 2004 | 2006 | 2009 |
| ---- | ---- | ---- | ---- | ---- | ---- | ---- | ---- | ---- |
| 282  | 255  | 244  | 260  | 231  | 229  | 218  | 216  | 217  |

| 2014 | 2019 | 2022 | - | - | - | - | - | - |
| ---- | ---- | ---- | - | - | - | - | - | - |
| 216  | 213  | 217  | - | - | - | - | - | - |

## Culture locale et patrimoine

### Lieux et monuments
- Église Saint-Martin, reconstruite.
- Monument aux morts : obélisque tronquée, gravée d'une feuille de laurier sous une Croix de guerre, surmontée d'un buste de soldat de la Grande Guerre. Onze soldats morts pour la France et deux victimes civiles.
- Chapelle Notre-Dame-des-Joies. Elle a donné son nom à la rue où elle se trouve depuis le XVIe siècle[18].

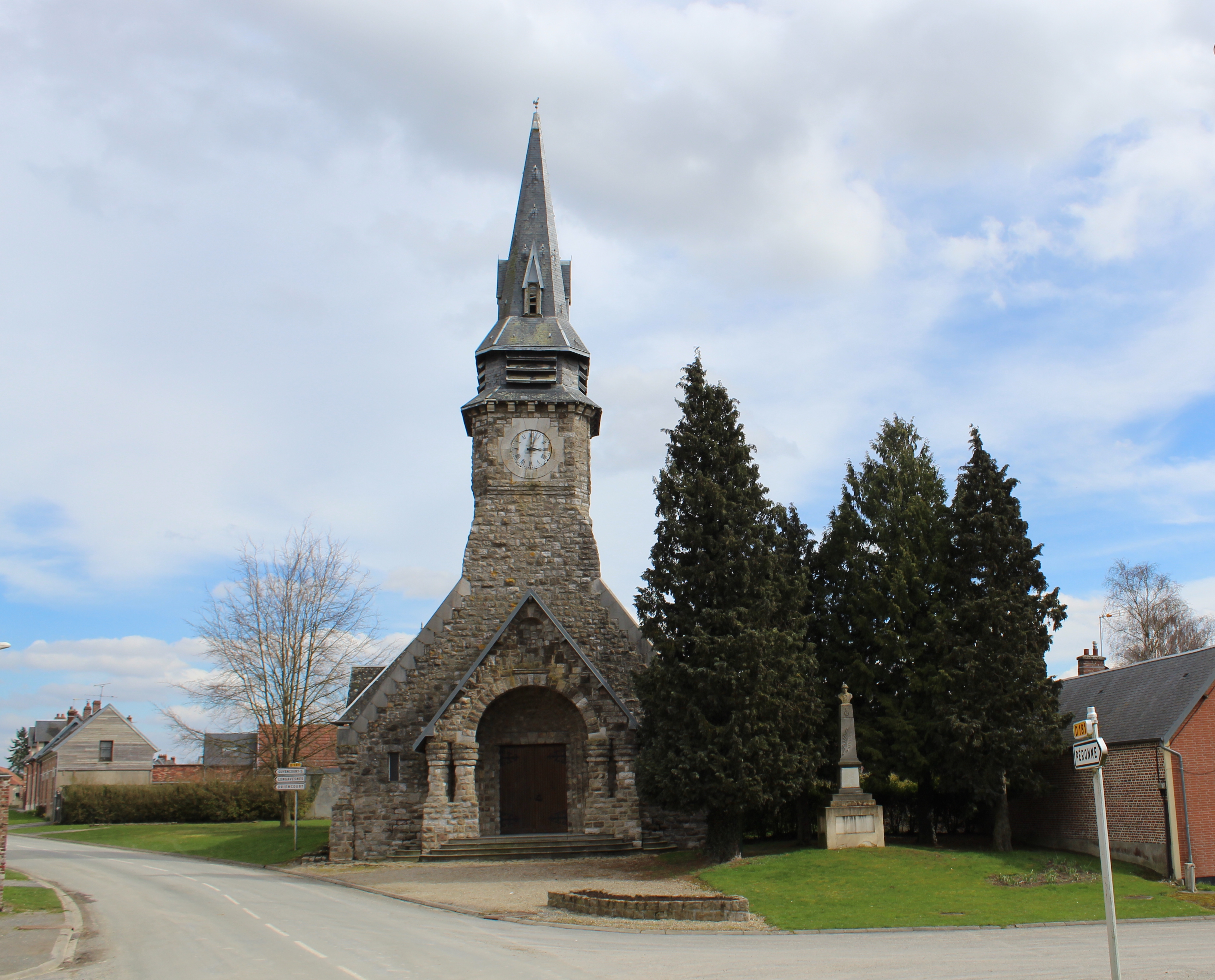
L'église.
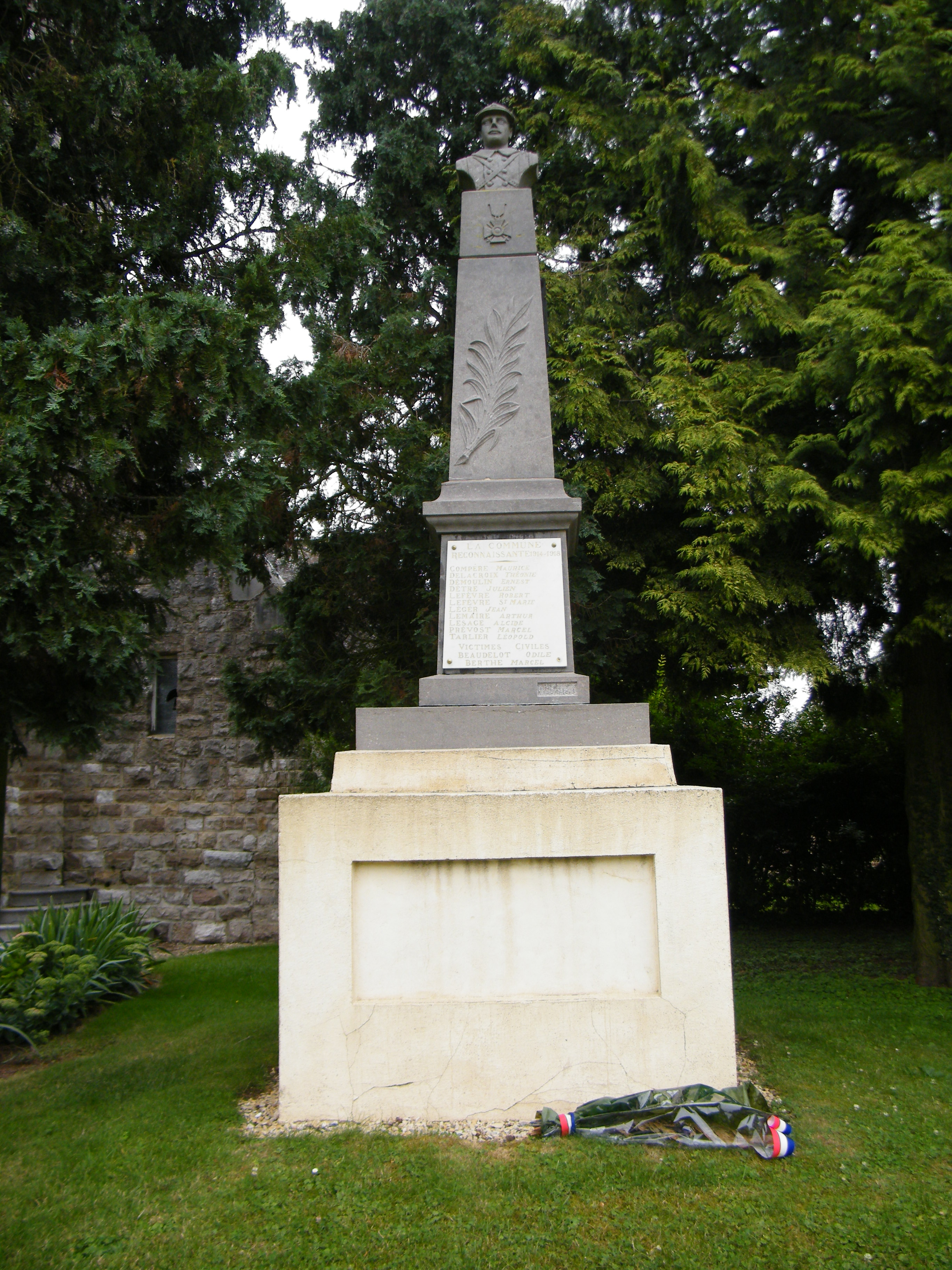
Le monument aux morts.

### Personnalités liées à la commune
- Jacques de Laval (1526-1579) a été seigneur de Bussu qu'il tenait de sa mère, Marie de Bussu, unique héritière d'Artus, seigneur de Bussu, Tarrigni et Auvilliers[19].
- Antoine Ponchard né à Bussu en 1758, décédé à Paris en 1827, maître de chapelle, père de Antoine Ponchard (1787-1866)[20]